# Christophe Miossec

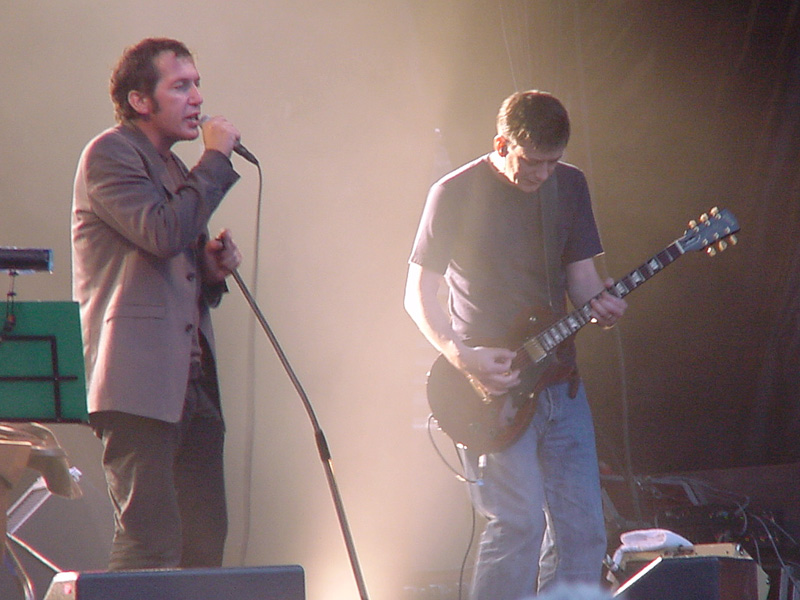
Miossec bei einem Konzert in Brest

Christophe Miossec (* 24. Dezember 1964 in Brest, Bretagne) ist ein französischer Komponist, Autor und Interpret aus Brest.

## Biografie

### Die Anfänge
Christoph Miossec wuchs in der bretonischen Hafenstadt Brest auf, sein Vater war Feuerwehrtaucher und seine Mutter arbeitete bei der Marine. Bereits als Jugendlicher spielte er in den frühen 80er-Jahren als Gitarrist in der lokalen Band Printemps Noir, die es immerhin zu einer Fernsehreportage brachte. Nach Auflösung der Band fasste er die nächsten 10 Jahre keine Gitarre mehr an.
Er fing ein Studium der Archäologie an und übte zahlreiche kleinere Berufe aus. So arbeitete er zum Beispiel für die Presse und half bei der Produktion von Werbespots für TF1.
Nach dem Erfolg des minimalistischen Debüt-Albums La fossette von Dominique A im Jahre 1992 gewann er die Überzeugung, dass auch er es in der Musik schaffen könnte.
Ein Zusammentreffen mit dem Gitarristen Guillaume Jouan gab schließlich den Ausschlag dafür, dass Miossec sich wieder der Musik widmet. Die beiden beginnen die Arbeit an einem Album, später stößt noch Bruno Leroux hinzu, ein weiterer Gitarrist aus Brest, der bis dahin in der Band Les Locataires gespielt hatte.

### 1995–1998
Nach einigen kleineren Konzerten in Brest nimmt das Trio bestehend aus Miossec, Jouan und Leroux das erste Album Boire auf und veröffentlicht es im Jahre 1995. Von den Kritikern, insbesondere der Zeitschrift Les Inrockuptibles wird es sofort gelobt. Musikalisch ist es auf zwei Gitarren und einen Bass reduziert. Die Texte sind rau und desillusioniert.
Miossec wird ab diesem Zeitpunkt neben Thomas Fersen und Dominique A als einer der Vertreter und Mitbegründer der Nouvelle scène française angesehen (auch Nouvelle Chanson genannt).
Er fühlte sich selbst in der Tradition von Chansoniers wie etwa Jaques Brel, wollte aber das Dilemma lösen, dabei nicht gleichzeitig in das Varietéhafte abzudriften.
Für sein zweites Album Baiser tat er sich mit anderen Musikern zusammen, insbesondere Yves-André Lefeuvre und Olivier Mellano. Die Aufnahmen fanden nach einer für Miossec ermüdenden Tournee statt. Er selbst ist mit dem Ergebnis unzufrieden und nannte es gar eine „Selbstparodie“. Musikalisch ist es etwas härter im Ton, von den Texten her entsteht der Eindruck, dass er nach Jahren in den Bars endlich seine Freundin gefunden hat.
Um wieder an die Naivität seines Albums Boire anzuknüpfen, arbeitete Miossec als Duo wieder mit Guillaume Jouan. Zusammen mit weiteren Studiomusikern spielten sie 1998 das dritte Album À prendre ein. Es ist spannungsgeladen und musikalisch vielfältiger als das Debütalbum. Mit 120.000 verkauften Exemplaren wird es sein bis dahin größter Erfolg, ab diesem Zeitpunkt wird Miossec in Frankreich zu einem allseits angesehenen Interpreten.

### 1999–2006
Der Erfolg seines Albums À prendre öffnete den Horizont für Miossec. Er bekam die Möglichkeit für andere bekannte Interpreten Texte zu schreiben, im Jahr 1999 etwa für Jane Birkin (Les Avalanches) und Johnny Hallyday (Notre histoire, Remise de peine, Ex), in den folgenden Jahren u. a. auch für Alain Bashung und sogar Juliette Gréco.
Selbst wieder nicht zufrieden mit seinem letzten Album wechselte er wieder die Musiker für Brûle, das im Jahr 2001 erschien. Das Album ist insgesamt ruhiger, die Texte erwachsener. In dem Titel Grandir spielt er auf seinen Sohn an.
Miossec wurde 2003 von dem Orchestre lyrique de Région Avignon Provence aus seiner neuen Heimat in Südfrankreich dazu eingeladen, Titel seiner letzten vier Alben für eine Konzertreihe zu arrangieren. Er wandelte dieses Angebot dahingehend ab, dass er mit dem Orchester stattdessen neue Lieder einspielt. Aus diesem Material entstand im Jahre 2004 das Album 1964. Es klingt dadurch leicht, beschwingt, aber ohne jemals oberflächlich zu wirken. Das Album stellt – wie aus dem Albumtitel hervorgeht – eine Art Bilanz zu seinem 40. Geburtstag dar. Nach der Zeitschrift Les Inrockuptibles schaffte er damit zum ersten Mal seit Boire wieder ein Gleichgewicht zwischen seinen Worten und der Musik herzustellen.
Sein nächstes Album L'Étreinte nahm Miossec in Brüssel auf, sein Wohnort für einige Jahre. Es erschien im Jahre 2006.

### Seit 2007
Im Jahr 2007 zog Miossec wieder in seine Heimat Bretagne zurück. Dort begann er die Zusammenarbeit mit Yann Tiersen, einem anderen erfolgreichen bretonischen Musiker, mit dem Miossec bereits viele Jahre befreundet war. Auf dem Album Finistériens (2009), benannt nach dem Département Finistère, aus dem beide Musiker stammen, war Yann Tiersen an der Komposition aller Lieder beteiligt und spielte alle Instrumente.
Sein nächstes Studioalbum Chansons ordinaires erschien im Jahre 2011. Es ist rockiger und geradliniger als seine Vorgänger. Die Einfachheit kommt auch durch die Liedtitel zum Ausdruck, die alle mit dem Wort Chanson beginnen (etwa das im Radio gespielte Chanson pour les amis). Die Gruppe Santa Cruz aus Rennes begleitete Miossec auf der Tournée, die der Albumveröffentlichung folgte.
Bei der Musikpreisverleihung Victoires de la musique gewann Johnny Hallyday im Januar 2014 mit dem von Miossec geschriebenen Titel 20 ans den Preis für den Chanson des Jahres.
Anfang 2014 veröffentlichte Miossec ein neues Lied On vient à peine de commencer, dem kurz darauf das Album Ici-bas, ici-même folgte. Es wurde von Albin de la Simone produziert und enthält ausschließlich kurze, sehr intensive Lieder. Miossec nennt dies selbst eine Rückkehr zu Chansonnettes.
Miossec ist der Erzähler in der französischen Fassung des Animationsfilms La montagne magique der rumänischen Regisseurin Anca Damian aus dem Jahre 2015.
Anfang Oktober 2021 trat Miossec mit vier Begleitmusikern (Violonistin, Bassgitarrist und zwei Gitarreros) und dokumentiert von Arte beim Festival Nancy Jazz Pulsations auf.

## Diskografie

### Alben
| Jahr | Titel                          | Höchstplatzierung, Gesamtwochen, AuszeichnungChartplatzierungen (Jahr, Titel, Platzierungen, Wochen, Auszeichnungen, Anmerkungen) | Höchstplatzierung, Gesamtwochen, AuszeichnungChartplatzierungen (Jahr, Titel, Platzierungen, Wochen, Auszeichnungen, Anmerkungen) | Höchstplatzierung, Gesamtwochen, AuszeichnungChartplatzierungen (Jahr, Titel, Platzierungen, Wochen, Auszeichnungen, Anmerkungen) | Anmerkungen                                         |
| Jahr | Titel                          | FR | BEW | CH | Anmerkungen                                         |
| ---- | ------------------------------ | --- | --- | --- | --------------------------------------------------- |
| 1995 | Boire                          | FR182 (1 Wo.)FR | — | — | Play It Again Sam Records; Charteinstieg in FR 2020 |
| 1997 | Baiser                         | FR11 (11 Wo.)FR | — | — | PIAS                                                |
| 1998 | À prendre                      | FR4 (9 Wo.)FR | — | — | PIAS                                                |
| 2001 | Brûle                          | FR6 (11 Wo.)FR | — | — | [PIAS] Recordings                                   |
| 2004 | 1964                           | FR4 (51 Wo.)FR | BEW8 (14 Wo.)BEW | CH70 (5 Wo.)CH | [PIAS] Recordings                                   |
| 2006 | L’étreinte                     | FR4 (40 Wo.)FR | BEW5 (13 Wo.)BEW | CH39 (5 Wo.)CH | [PIAS] Recordings                                   |
| 2007 | Brest Of (tout ça pour ça)     | — | BEW26 (6 Wo.)BEW | — | [PIAS] Recordings                                   |
| 2009 | Finistériens                   | FR7 (21 Wo.)FR | BEW9 (8 Wo.)BEW | CH88 (1 Wo.)CH | [PIAS] Recordings                                   |
| 2011 | Chansons ordinaires            | FR4 (10 Wo.)FR | BEW10 (7 Wo.)BEW | — | [PIAS] Recordings France                            |
| 2014 | Ici-bas, ici même              | FR5 (30 Wo.)FR | BEW9 (16 Wo.)BEW | CH83 (1 Wo.)CH | [PIAS] Le Label                                     |
| 2016 | Mammifères                     | FR7 (17 Wo.)FR | BEW17 (16 Wo.)BEW | CH49 (1 Wo.)CH | Sony Music, Columbia                                |
| 2017 | Mammifères aux Bouffes du Nord | FR74 (2 Wo.)FR | — | — | Columbia                                            |
| 2018 | Les Rescapés                   | FR26 (5 Wo.)FR | BEW37 (5 Wo.)BEW | — | Sony Music, 28. September 2018                      |

### Singles
| Jahr | Titel Album                   | Höchstplatzierung, Gesamtwochen, AuszeichnungChartplatzierungen (Jahr, Titel, Album, Platzierungen, Wochen, Auszeichnungen, Anmerkungen) | Höchstplatzierung, Gesamtwochen, AuszeichnungChartplatzierungen (Jahr, Titel, Album, Platzierungen, Wochen, Auszeichnungen, Anmerkungen) | Anmerkungen |
| Jahr | Titel Album                   | FR | BEW | Anmerkungen |
| ---- | ----------------------------- | --- | --- | ----------- |
| 2014 | On vient à peine de commencer | FR154 (1 Wo.)FR | — |             |